# Trigopampa (Morropón)
Trigopampa es un caserío peruano ubicado en el distrito de Chalaco, perteneciente a la provincia de Morropón del departamento de Piura, al norte del Perú. 

## Ubicación
Trigopampa se ubica al noreste de la provincia de Morropón, en el distrito de Chalaco, en el departamento de Piura.

## Demografía
En 2017 Trigopampa tenía una población de 178 habitantes.
| Gráfica de evolución demográfica de Trigopampa entre 1993 y 2017 |
|                                                                  |
| Fuentes: Población 1993 y 2017                                   |